# Amar al salvaje
Amar al salvaje  fue una telenovela argentina protagonizada por Antonio Grimau y Gabriela Gili. Se emitió durante 1983 por Canal 9 Libertad.

## Argumento
La trama comienza cuando una mujer regresa al país, frustrada y sin dinero por una mala experiencia en el extranjero. En Argentina, la mujer conocerá a un joven de origen humilde que súbitamente se vuelve millonario por un golpe de suerte. Pero como el muchacho carece de educación, ya que fue educado en la calle, ella se dedicará a instruirlo. Y surgirá el amor.
A partir de su golpe de suerte millonaria, mucha gente de su entorno se mostrara interesada en la fortuna de juancho (Antonio Grimau) a tal punto de congraciarse con el para acceder a su dinero.finalmente,entre las idas y vueltas con Alejandra(Gabriela Gilli),juancho encara una relación con la Dra Marcela gaimar(Marta Albertini),a quien también solo le interesaba su dinero,pero antes de casarse con ella,se descubren cosas oscuras y turbias de Marcela que la ponen en evidencia,terminando finalmente en prisión.

## Elenco
- Antonio Grimau (Juan)
- Gabriela Gili (Alejandra)
- Alfredo Iglesias (Sebastián)
- Susana Lanteri (Marcela)
- María Elena Sagrera (Felisa)
- Marita Ballesteros (Mónica)
- Horacio Ranieri (Adrián)
- Aldo Pastur (Luis)
- Daniel Fanego (Marcelo)
- Juan Carlos Palma (Remigio)
- Josefina Ríos (María)
- Miguel Ligero (Serafín)
- Marco Estell  (Ángel)
- Jorge Morales  (Ignacio)
- Mónica Santibáñez (Rosa)
- Ema Cairo (Mecha)
- Patricia Moreno (Elena)
- Carolina Cabaleiro (Silvia)
- Marta albertini ( Marcela Gaimar)

## Guion
El teleteatro fue dirigido por Oscar Bertotto y el guion estuvo a cargo de Luis Gayo Paz, quién años más tarde también se destacaría por escribir otras telenovelas exitosas de las décadas del ´80 y ´90 como Trampa para un soñador, Quiero gritar tu nombre, Aprender a vivir, Paloma hay una sola, No es un juego vivir, Dos para una mentira, Ese hombre prohibido, Quiero morir mañana, Chiquilina Mía, Paloma y Cosas del amor.

## Cortina musical
El tema de apertura de la telenovela "Amar... al salvaje" es interpretado por Silvestre.